# Il canto del cigno (Luigi Lunari)
Il canto del cigno è un'opera teatrale scritta da Luigi Lunari nel 2005 e tradotta in russo, francese e tedesco

## Trama
Una festa di mondanità teatrale, per consegnare ad un "Attore" l'ambito premio per il più efficace sketch pubblicitario dell'anno.  L'Attore lo riceve,  ringrazia commosso, ma poi - ricordando i propri trascorsi di interprete impegnato su tanti classici testi - lamenta che quel premio (l'unico mai ricevuto in vita sua) gli sia stato attribuito per un lazzo efficace sì, ma banale e volgare. Finisce col prendersela con il pubblico, che tratta come una massa si idioti, fino a che il pubblico non si ribella e la cerimonia degenera in una rissa...
Ma la rissa dura poco: si tratta in realtà di un incubo, da cui ora l'Attore si risveglia, ritrovandosi nel suo camerino, dove da poco è terminata l'ultima recita del testo in programma. L'Attore si riconforta, ma nella situazione affiora qualche strano elemento: l'orologio segna le tre di notte. L'attore si è forse addormentato in camerino, in un teatro dove tutti ormai se ne sono andati? No! In realtà la recita non è ancora iniziata, ed infatti entra la Sarta a fargli provare il costume...
Comincia così - in questa situazione incerta tra sogno e realtà - la rievocazione della sua vicenda di uomo di attore.  In questo limbo, attraverso vari espedienti narrativi, l'Attore riceve la visita della Figlia, preoccupata perché lui non si è fatto vivo dopo la recita, poi quella di una sua ex-allieva finita sul marciapiede, e che egli sembra aver rimorchiato lungo un qualche strada e portata lì (in camerino o in un albergo a ore?), e che si colora però di strane ombre, fino a che si rivela per quello che è: la Morte. Ma non la morte delle immagini terrifiche, dello scheletro ammantato di nero e munito di falce; bensì una giovane donna che si libera dei parafernali della meretrice per apparirgli bella come una madonna del Perugino. È il suo ultimo incontro: è la morte francescana che dolcemente lo convince ad arrendersi al fato, e ad accettare serenamente il passo verso l'ultimo destino.

### Altri allestimenti
- Vicenza, Teatro San Giuseppe, Compagnia La Ringhiera, febbraio 2009, interpretato (e diretto) da Riccardo Perraro e da Natalie Caoduro[1].

## Edizioni e Premi
- "Sipario", Milano, N.707/708, giugno-luglio 2008

- Finalista alla XI edizione del Concorso “Giorgio Totola” (VR) in cui vince il premio “Miglior attore protagonista” (13 maggio 2011)

- Premio “Miglior spettacolo” al 3º Festival “Stasera a teatro” di Camisano (VI) presentato il 20 febbraio 2015.